# Obtusifrontia simula
Obtusifrontia simula är en loppart som beskrevs av Mardon 1978. Obtusifrontia simula ingår i släktet Obtusifrontia och familjen Stivaliidae. Inga underarter finns listade i Catalogue of Life.